# Rezerwat przyrody Las Górkowski
Rezerwat przyrody Las Górkowski – leśny rezerwat przyrody na obszarze Wybrzeża Słowińskiego, położony na terenie gminy Wicko. Został ustanowiony w roku 1984 i zajmuje powierzchnię 99,30 ha (akt powołujący podawał 99,36 ha). Ochronie rezerwatu podlega głównie bór bagienny i zespół leśnych torfowisk. Na terenie rezerwatu stwierdzono występowanie 310 gatunków roślin naczyniowych, 29 gatunków mszaków oraz ponad 150 gatunków zwierząt. Znajdują się tu stanowiska licznych gatunków roślin podlegających ochronie (m.in. bagno zwyczajne, konwalia majowa, paprotka zwyczajna, porzeczka czarna, kruszyna pospolita, śmiałek pogięty, borówka czarna i kalina koralowa). Spośród ptaków na uwagę zasługują orlik krzykliwy i kania ruda.
Najbliższe miejscowości to Cecenowo i Górka.

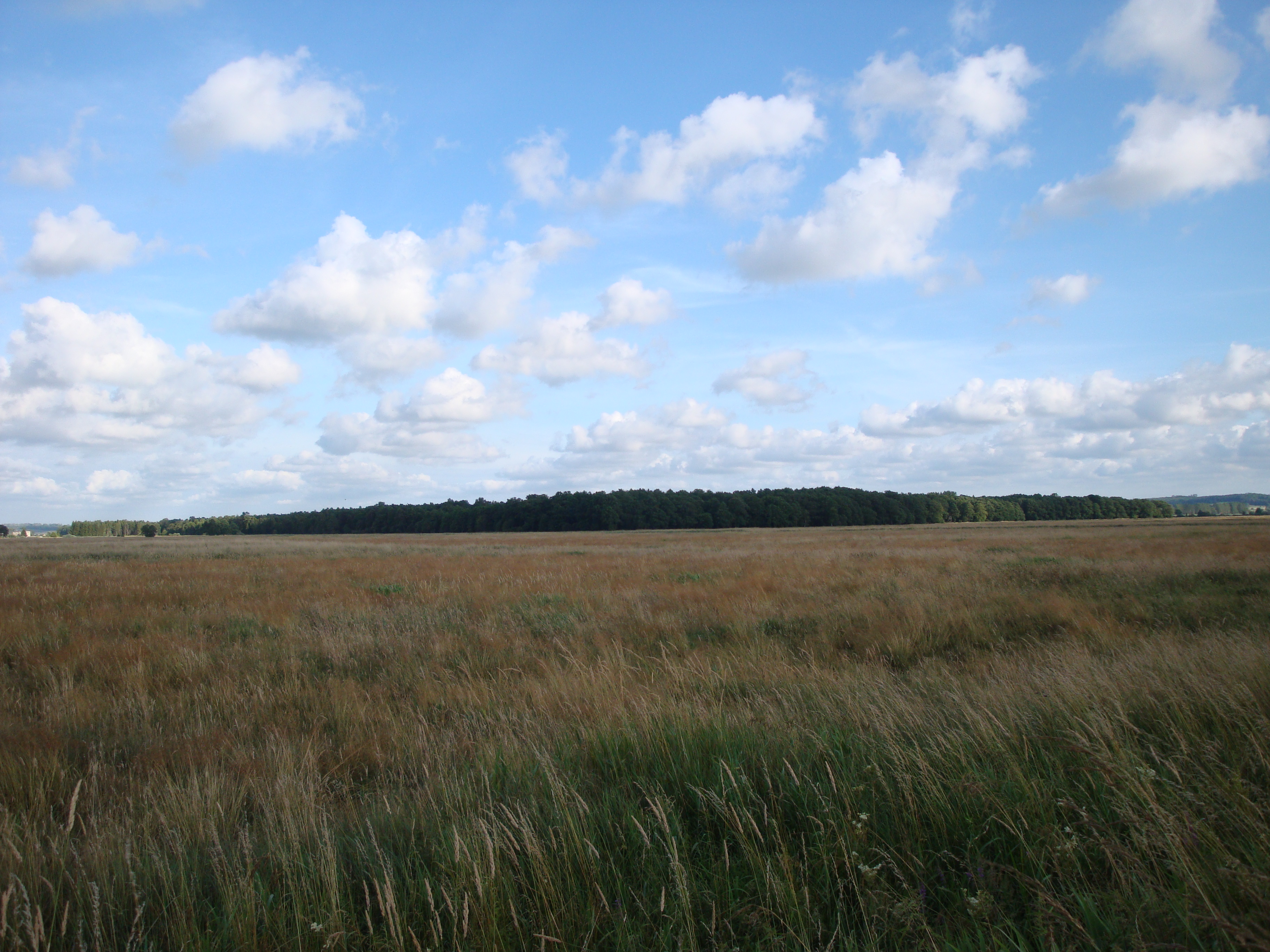
Las Górkowski z oddali
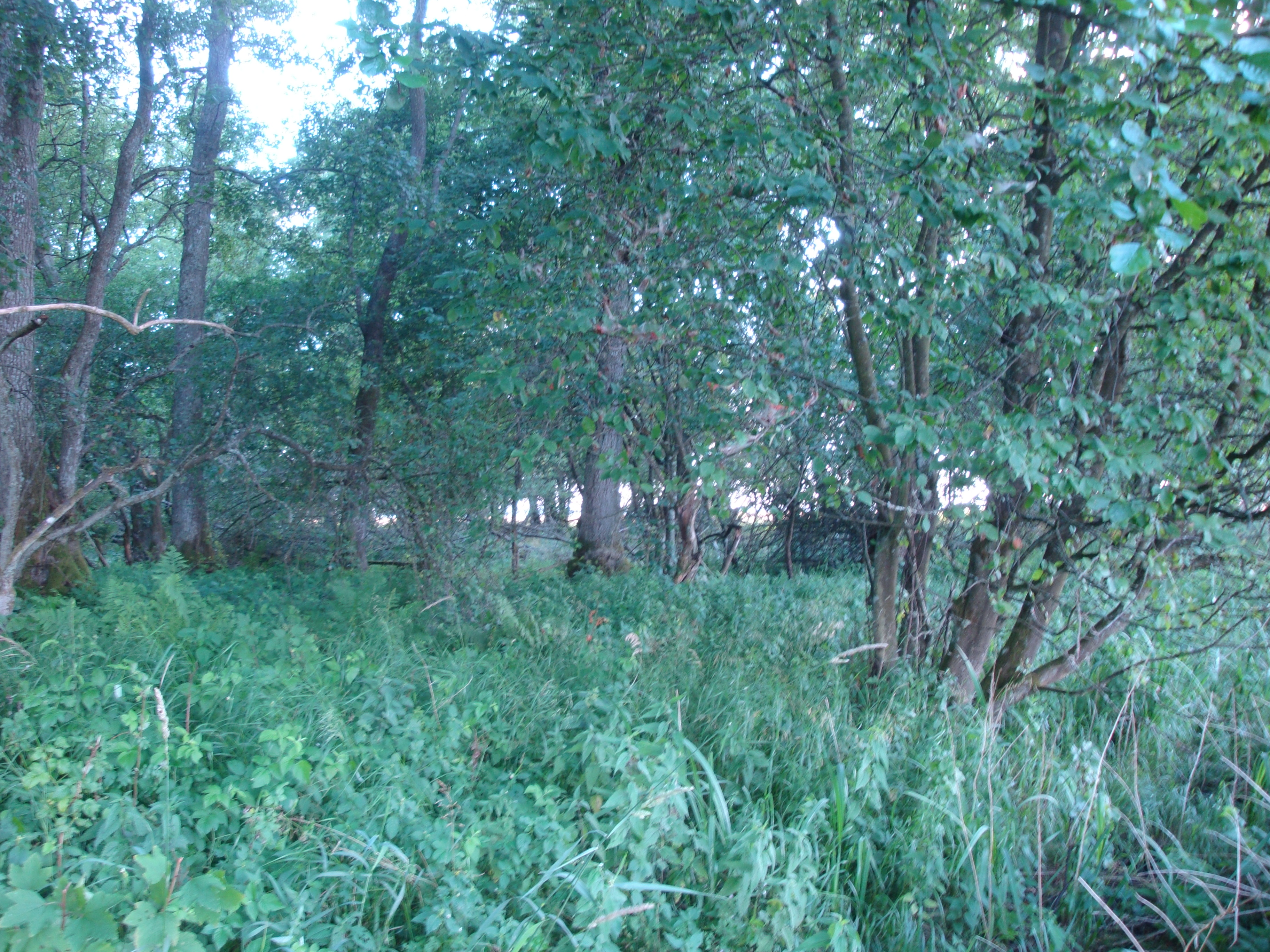
Las Górkowski